# 1126 dans les croisades
Cette page regroupe les évènements concernant les Croisades qui sont survenus en 1126 : 
- 25 janvier : Baudouin II, roi de Jérusalem bat l'atabeg Tughtekin à Chakag[1] .
- octobre : Bohémond II, devenu majeur, reçoit le gouvernement de la principauté d'Antioche de Baudouin II, roi de Jérusalem, et épouse sa fille Alix[2] .
- 26 novembre : Aq Sonqor Bursuqî est assassiné à Mossoul[3].
- fin de l'année : Bohémond II, prince d'Antioche prend Kafartab sur l'émir d'Homs[4].
- Pons, comte de Tripoli, prend la citadelle musulmane de Rafanyia[5].
- Mort de Guy de Milly, seigneur de Naplouse[6] .